# Утиное озеро (Новосибирский Академгородок)
Ути́ное о́зеро — водоём в новосибирском Академгородке. Является местной достопримечательностью как место обитания уток и других животных.

## Местоположение
Озеро расположено на углу улиц Золотодолинской и Мальцева, в застроенной коттеджами части Академгородка.

## История
Первоначально на месте озера была низина, которая часто затоплялась талой и дождевой водой. В дальнейшем (предположительно из-за перекрытия какой-то водной артерии в ходе строительства неподалёку) на этом месте возник застойный водоём. Приблизительно с 2008 года на озере были замечены кряквы и — в меньшем количестве — чирки-свистунки. По-видимому, весной они там гнездились, а в дальнейшем на озеро собирались на кормёжку птицы и из других мест. Местные жители стали их подкармливать, что привело к увеличению числа птиц. Летом и осенью 2014 года водоём был благоустроен: на прилежащей территории проложены дорожки, оборудована смотровая площадка, места для сидения, были посажены саженцы деревьев и установлен информационный щит. Предполагается бурение скважины для подпитки водоёма водой с целью предотвращения заболачивания. Инициатором проекта выступил академик И. Ф. Жимулёв, в разработке участвовали специалисты Центрального сибирского ботанического сада.

## Фауна
Весной на пруду наблюдаются выводки крякв и чирков-свистунков.
После благоустройства водоём стал популярным местом для посетителей, которые активно кормят птиц, из-за чего скопления уток возросли, особенно осенью. Так, 5 октября 2014 г. во время Международных дней наблюдений птиц на водоёме было зафиксировано около 130 крякв.
Кроме уток на берегах пруда в разное время наблюдалось гнездование мухоловки-пеструшки (в искусственных гнездовьях), большого пёстрого дятла (в дуплах в деревьях), отмечены поющие скворцы. Также помимо обычных для Академгородка птиц на пруду отмечены желтоголовая трясогузка и кулик-черныш, a 1 августа 2018 г. — молодая лысуха.
В 2014 году на пруду замечено множество крыс. Как минимум с 2006 года в водоёме ежегодно отмечается размножение остромордых лягушек. Весной 2019 г. впервые отмечена вокализация серой жабы, в 2020 г. количество жаб увеличилось.